# Ipomoea leptophylla
Ipomoea leptophylla är en vindeväxtart som beskrevs av John Torrey. Ipomoea leptophylla ingår i släktet praktvindor, och familjen vindeväxter. Inga underarter finns listade i Catalogue of Life.

## Bildgalleri

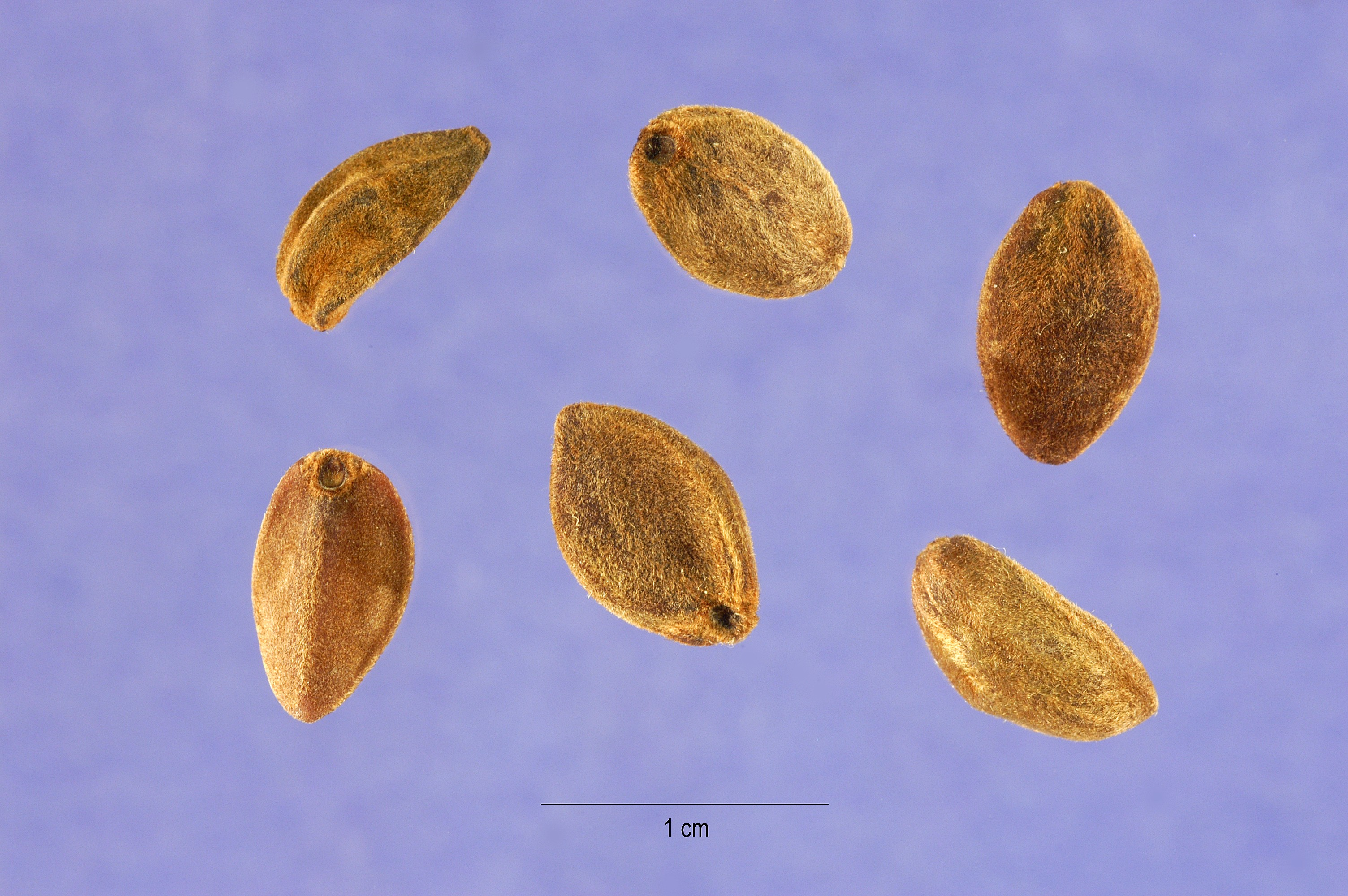